# Tirawa
Tirawa eller Tirawa Atius är den högste gudomen i mytologin hos de nordamerikanska Pawneeindianerna. 
Tirawa befriade världen från jättarna och gjorde den beboelig för människor. Därefter bestämde han himlakropparnas banor. Tirawa sägs var den som upprätthåller ordningen i världen och, eftersom himlakropparna är livsavgörande på prärien, är han också den viktigaste guden hos Pawneeindianerna.
Nedslagskratern Tirawa på Saturnus månen Rhea är uppkallad efter honom.